# Quality Time.
Quality Time. är ett album av Whitehouse, utgivet 1995.

## Låtlista
1. Told (4:50)
2. Quality Time. (10.11)
3. Baby (3:03)
4. Execution (5:24)
5. Just Like A Cunt (PB vocal version) (6:13)
6. Once And For All (3:44)